# Пикет (игра)
Вижте пояснителната страница за други значения на Пикет.
Пикет е игра с карти, която се играе от 2-ма играчи.

## Правила на играта
Използва се колода от 32 карти (от седмици до аса). Стойността на картите, изразена в точки, е следната: A = 11 т., K = 10 т., Q = 10 т., J = 10 т., 10 = 10 т., останалите карти се точкуват според техния номинал. Играта се състои от раздаване, смяна на картите (чистене), анонсиране, разиграване. Една партида се състои от 4 раздавания, всеки играч раздава по 2 пъти.

## Раздаване
Първият раздавач се определя чрез жребий. Раздавачът разбърква картите, противникът ги цепи и всеки играч получава по 12 карти, които се раздават по 2 наведнъж. Останалите 8 карти се делят на два затворени талона (остатъка): талон на противника (от 5 карти) и талон на раздавача (от 3 карти). След като картите бъдат раздадени, играчът, който не разполага с фигурни карти, може да обяви картбланш и ще получи за това бонус от 10 точки.

## Смяна на картите (Чистене)
Смяната на картите започва противникът на раздавача. Той може да смени до 5 от картите в ръката си с карти от своя талон (поне 1 карта обаче трябва да смени задължително), като има право да поглежда дискретно изчистените си карти. Внимание! Не се разрешава да се гледат изчистените карти на противника! Едва след това раздавачът сменя своите карти. Той може да смени произволен брой карти от намиращите се на масата, включително и тези които не са били сменени от противника. Раздавачът има право да поглежда изчистените карти с изключение на картите, изчистени от противника.

## Обявяване на комбинации (Наддаване)
По-нататък започва изборът на комбинации и обявяването на най-дългите бои, секвенции и групи. Пръв започва опонентът на раздавача, обявявайки най-дългата си боя.

Пойнт – няколко карти от една боя. Играчът, който има най-дълга боя, печели точки, равни на броя на картите му в пойнта. Ако двамата играчи имат еднакъв брой карти от една боя, тогава се сравнява тяхната стойност. Печели този, чийто пойнт е с по-висока стойност. Ако стойността на пойнтовете е еднаква, никой не получава точки.

След боята се обявяват секвенциите. Под секвенция се разбира последователност от 3 карти от една боя:
- 3 карти (терца) = 3 т.
- 4 карти (кварта) = 4 т.
- 5 карти (квинта) = 15 т.
- 6 карти (секста) = 16 т.
- 7 карти (септима) = 17 т.
- 8 карти (октава) = 18 т.

Ако играчите притежават равни секвенции, печели този с най-високата карта в секвенцията. Ако и в този случай секвенциите са равни, никой не записва точки. Играчът, спечелил наддаването, получава точки и за другите секвенции, с които разполага.

Последни се обявяват групите. Под група се разбира 3 или 4 карти с еднаква стойност, но от различна боя. Играчът, който обяви най-голяма група, печели точки:

- 3 карти (трио) = 3 т.
- 4 карти (кварта) = 14 т.

Ако и двамата играчи притежават групи с еднакъв брой карти, печели играчът, който държи по-силната група. Във всяко обявяване участват всички карти, които играчите държат в ръцете си. Ако се окаже, че някой от участниците има само фигурни карти, към които спадат и десетките (т. нар. cartes rouges), той получава премия от 20 точки. Ако по време на наддаването единият от играчите е спечелил минимум 30 точки при нулев резултат на противника, той записва бонус от 60 точки.

## Разиграване (Игра за взятка)
След обявяването на комбинациите започва игра за взятка. Пръв играе съперникът на раздавача. Взятката печели този, който даде най-висока карта. Отговарянето на цвета е задължително, но не и качването с по-висока карта. За всяко изиграване (а не за вземане на ръка) участникът записва 1 точка, за последното изиграване получава 2 точки. Победител е този, който вземе над половината ръце. Всяко спечелено разиграване носи 10 точки. Играч, който вземе всички 12 ръце, получава допълнително 40 точки за „капо“. Ако по време на разиграването играчът спечели 30 точки (заедно с наддаването) при нулев резултат на противника, той записва допълнително 30 точки. Печели играчът, който е реализирал общо най-много точки от анонса и разиграването. На победител, който е записал по-малко от 100 точки, му се записват допълнително още 100 точки, но му се отнемат точките на противника. На победител, който е натрупал в сметката си над 100 точки („преминал е Рубикон“), му се записват допълнително 100 точки, като му се добавят и точките на противника.